# Tomàs Bret i Boada
Tomàs Bret i Boada (Castellterçol, 1819-1870) fou un matemàtic i clergue.
Va realitzar els primers estudis a Sant Joan de les Abadesses i a Olot. El 1845, després d'haver estudiat al Seminari de Vic, va ser ordenat sacerdot. El vicerector del Seminari, Marià Puigllat, li va encarregar l'estudi de les matemàtiques per tal de proveir el Col·legi de Segon Ensenyament de professor d'aquesta matèria. Bret es va matricular a la Universitat de Barcelona, on va obtenir el batxillerat en arts (1846) i una regència de segona classe que el qualificava per la docència de matemàtiques. A partir del curs 1848-1849 va començar a impartir classes de matemàtiques al Seminari de Vic.
Seguint la línia d'altes professors del Seminari de dotar els alumnes de manuals de les diferents assignatures, va publicar un manual de matemàtiques: el Comprendio de Matemáticas elementales para uso de los Seminarios Conciliares (1859) del qual es van fer diverses edicions i que va ser utilitzat tant a Vic com en altres establiments d'ensenyament. Segons Bret, havia decidit escriure aquest comprendi perquè: “Durante el largo espacio de años que enseñé la asignatura de Matemáticas en este Seminario, no me fue posible vèncer del todo una dificultad que impedía instruirse debidamente en esta ciencia á ciertos discípulos de esclarecido talento. Esta dificultad consistía en la falta de un libro de texto acomodado á los cursantes del Seminario, que en gran parte son de la classe pobre; dificultad que debe de ser común á todos los Seminarios de España”. Els continguts, d'aquesta obra es dividien en tres parts; aritmètica, àlgebra i geometria. A la part de l'aritmètica s'explicaven les propietats i les operacions de les fraccions, els nombres enters i complexos, i, per acabar, es presentava l'estudi del sistema mètric decimal. L'àlgebra s'iniciava amb els polinomis i les equacions de primer i segon grau; es continuava amb l'estudi de les raons i proporcions, les progressions aritmètiques i geomètriques i les logaritmes, i s'acabava amb una introducció a la matemàtica combinatòria. La part de la geometria contenia dues seccions, una de geometria plana i una altra geometria esfèrica, que incloïa la trigonometria i les seves aplicacions. Es tractava de donar als alumnes els coneixements bàsics d'unes matemàtiques elementals que havien de donar als seminaristes uns mínims principis aplicables a la resolució de problemes de la vida quotidiana, i havien de permetre als alumnes de segon ensenyament per accedir a estudis de grau superior.
Tomàs Bret, després d'obtenir una regència en psicologia i lògica a la Universitat de Barcelona (1851-1852) i la llicenciatura en teologia a la Universitat de Saragossa (1852), va compaginar l'ensenyament de matemàtiques amb el de teologia al mateix Seminari. Va ocupar diversos càrrecs eclesiàstics, i arribà a ser canonge penitenciari de la catedral de Vic. Va morir el 1870 a causa d'una greu intoxicació alimentària concreta a Roma quan assistia a les sessions del Concili Vaticà I com a secretari de visita pastoral i teòleg.

## Obres
- Comprendio de Matemáticas elementales para uso de los Seminarios Conciliares. Vic: Impremta Anglada, 1859.
- Facilitats per ser sant, metodo breu i senzill. Vic: Impremta Anglada, 1859.